# Eleutherus (Jericho)
Eleutherus (bl. 415) war Bischof von Jericho.
Er begleitete im Jahre 415 Johannes II., den Bischof von Jerusalem, und Eusthonus, den Bischof von Sebaste, als diese in Kafargamala die Gebeine des Märtyrers Stephanus identifizieren sollten.